# Era de la Sal
L'Era de la Sal és una antiga instal·lació on els saliners carregaven les barcasses de sal per transportar-la als vaixells ancorats en la badia de Torrevella. El conjunt de l'Era de la Sal, també anomenat Eres de la Sal, està compost per eres (la de dalt i la de baix), molls que es van configurar, a la fi del segle xviii, per apilar i transportar la sal produïda en les Salines de Torrevella per a la comercialització.

## Història

### Començaments
Es té constància dels primers embarcaments de sal en 1768 des d'un xicotet moll situat a la rodalia de l'Era de la Sal. La construcció moderna s'inicia l'any 1776, en una ubicació idònia per l'embarcament de la sal a les barcasses encarregades del seu transport, i des de 1777 fins a 1958 va funcionar com a dipòsit i embarcador de la sal. Al voltant d'aquesta nova construcció es va començar a desenvolupar la ciutat de Torrevella.
Els molls són dos. L'Est es va alçar el 1776, alhora que el dipòsit de sals al peu de la Torre Vella, i el 1829 es va construir l'Oest. Tots dos estan a 1,50 metres sobre el nivell del mar.
Diu Cavanilles:
| «            | Hállase éste construido -en el año 1777- casi en el comedio de la ensenada, y en una plaza espaciosa terminada por un muellecito todo bien enlosado y limpio; y alrededor de la plaza corre un muro, y en el recinto van echando la sal desde como un segundo piso, conducida allí en carros desde las salinas. Los hombres destinados a cargar las lanchas de sal la transportan a ellas desde la plaza sirviéndose de espuertas, y creo sería más ventajoso para la Real Hacienda lo hicieran con carretillas. | » |
| — Cavanilles | |   |

En 1829, com a conseqüència del terratrèmol que va assolar Torrevella i la comarca de la Vega Baixa, l'arquitecte José Agustín de Larramendi va enviar un informe amb el plànol de planta de la reedificació de Torrevella al rei Fernando VII, datat el 6 de juny d'aquest any, en el qual reflecteix que l'Era de la Sal en va quedar afectada.
Es van realitzar diferents reparacions dels molls i l'era de la sal en els anys 1837 i 1841. En 1840, els carros que transportaven la sal a l'era aprofitaven el viatge de tornada a les salines per portar els carreus de la propera Torre Vella, demolida per ser un perill a causa del seu estat, a l'actual Plaça de la Constitució per a la reconstrucció del temple de la Immaculada, afectat pel terratrèmol de 1829.
Més tard, en 1848, com a conseqüència de l'augment de l'activitat de transport de sal, es va ampliar l'Era de la Sal, duplicant-ne les dimensions. En el plànol de l'Era de la sal i Embarcador, de la Fàbrica Nacional de Sal, de l'arquitecte Antonio García, en descriu l'ampliació com segueix:
| «                                                           | En el plano aparece la siguiente explicación en claves numéricas: 1. Era para el depósito de sales; 2. Terraplén de la misma; 3. Casa del fielato antigua; 4. Embarcaderos; 5. Puerta del nuevo rastrillo; 6. Local que ocupan las casas de José Bueno y Julián Alarcón y el parque de la Fábrica y oficina de la Capitanía del Puerto; 7. Planta del nuevo parque sobre el cual debe construirse el nuevo fielato y casa para el resguardo. 9. Local que ocupa la casa de D. Joaquín Pastor; 10. Local para la capitanía del Puerto | » |
| — Archivo de la Zona Marítima del Mediterráneo en Cartagena | |   |

### Segle XX
Per fi, en 1895, es van aprovar les obres de reforma que van culminar en 1898 amb la instal·lació d'una coberta de fusta, l'anomenat Cavallet de la Sal, sobre el moll de maçoneria de l'Est. Per ella circulava un tren de vagonetes de via estreta que implicava la sal des de les salines. La plataforma es va erigir amb peus drets de fusta, a 6 metres sobre el nivell del mar. Des d'allí s'abocava la sal a un abocador de plànol inclinat que donava sobre les barcasses.
Al moll Oest, també arribaven vagonetes amb sal del dipòsit de l'era i, per abocadors de xapa giratòria, carregaven les barcasses com en l'altre moll.
Quan les barcasses estaven carregades, de vegades fins a depassar els seus límits, es dirigien a força de rems cap al vaixell. Les de major tonatge carregaven fins a 32 tones. La barcassa anava tripulada per cinc homes, quatre als rems i un al timó. La sal es pujava manualment al vaixell mitjançant cabassos de 15 quilos. Quatre homes els omplien i els passaven a altres dos que es trobaven en una plataforma en el costat del vaixell i des d'allí es dirigia a la boca de la escotilla i es buidava en el celler. Una vegada en el celler s'hi palejava per distribuir-la per l'espai de la mateixa i que el munt no isquera per l'escotilla. En 1930 estaven en funcionament unes 19 barcasses.

### Decadència
Amb el desenvolupament tecnològic va caure en desús. En 1958, com a conseqüència de la construcció del Dic de Ponent i Moll de la Sal en el port de Torrevella, cessen els embarcaments de sal en aquestes instal·lacions. Va acabar llavors una història de 190 anys del transport de sal mitjançant barcasses a Torrevella.

### Actualitat
El 21 de març de 1997, Patrimoni de l'Estat va cedir les instal·lacions a l'Ajuntament de Torrevella. Es va procedir a la restauració i reconstrucció, amb especial èmfasi en el cavallet de càrrega i la tremuja per a l'abocament de sal a les barcasses. El 27 de juliol de 2001 es va inaugurar la restauració del Cavallet de fusta.
En l'actualitat el recinte de l'Era de la Sal, sota el nom de Conjunt Històric Monumental de les Eres de la Sal, s'utilitza per celebrar tot tipus d'esdeveniments, entre ells el Certamen Internacional d'Havaneres i Polifonia de Torrevella, declarat d'Interès Turístic Internacional.